# Кежкі (Підляське воєводство)
Кежкі (пол. Kierzki) — село в Польщі, у гміні Кобилін-Божими Високомазовецького повіту Підляського воєводства.
Населення — 38 осіб (2011).
У 1975-1998 роках село належало до Ломжинського воєводства.

## Демографія
Демографічна структура станом на 31 березня 2011 року:
|          | Загалом | Допрацездатний вік | Працездатний вік | Постпрацездатний вік |
| -------- | ------- | ------------------ | ---------------- | -------------------- |
| Чоловіки | 21      | 2                  | 13               | 6                    |
| Жінки    | 17      | 3                  | 8                | 6                    |
| Разом    | 38      | 5                  | 21               | 12                   |